# Lista de países por gastos militares

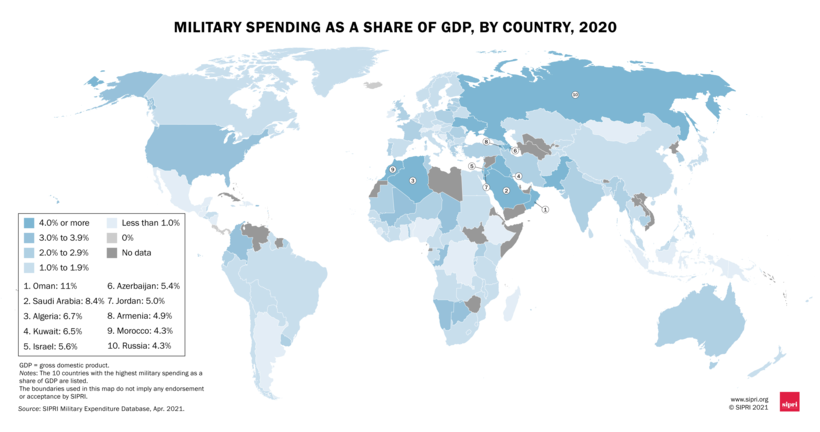
Mapa dos gastos militares como porcentagem do PIB para os países em 2022, de acordo com o Instituto Internacional de Pesquisa para a Paz de Estocolmo.

Esta é uma lista de países por gastos militares em um determinado ano. Os valores das despesas militares são apresentados em dólares norte-americanos com base em taxas de câmbio constantes ou atuais. Estes resultados podem variar muito de um ano para outro com base nas flutuações nas taxas de câmbio da moeda de cada país. Tais flutuações podem mudar a classificação de um país para o próximo.
A primeira lista é baseada no Stockholm International Peace Research Institute (SIPRI) 2025, que inclui uma lista dos 40 principais orçamentos militares do mundo em 2024, com base nas taxas de câmbio atuais do mercado. A segunda lista baseia-se na edição de 2025 de "The Military Balance", publicada pelo International Institute for Strategic Studies (IISS), utilizando as taxas médias de câmbio do mercado.

## Lista

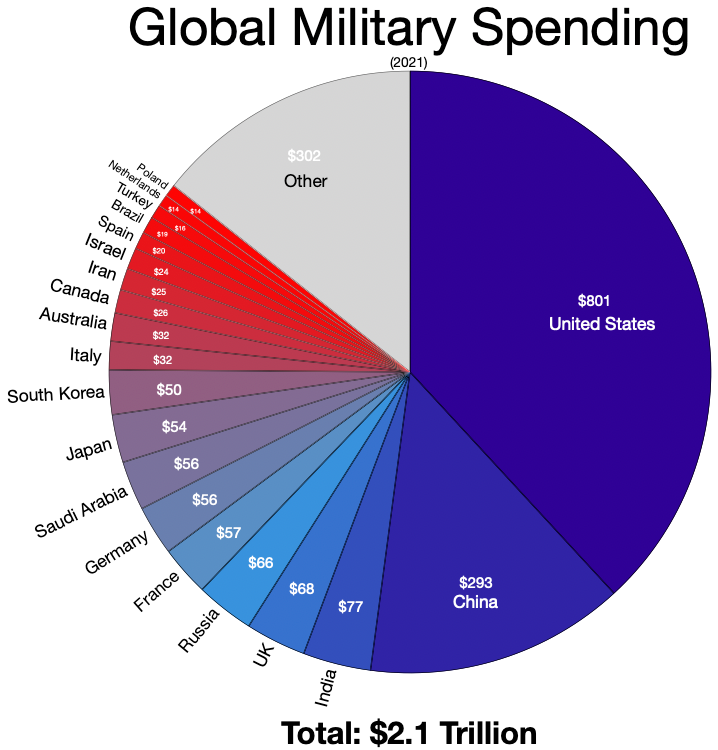
Fatia dos gastos globais em defesa em 2021.

Esta lista é baseada no relatório do Instituto Internacional de Pesquisa para a Paz de Estocolmo (SIPRI), que inclui uma lista vinte dos quarenta maiores gastadores militares do mundo em 2024, com base nas taxas de câmbio atuais do mercado.
Algumas fontes dizem que os gastos militares russos e chineses são, na verdade, muito superiores ao gráfico devido aos mercados cativos e à paridade do poder de compra nesses países.
| Ranque | País           | Gastos (US$ bilhões) | PCT% do PIB | PCT% dos gastos globais |
| ------ | -------------- | -------------------- | ----------- | ----------------------- |
| 01     | Estados Unidos | 997,0                | 3,4         | 37,0                    |
| 02     | China          | 314,0                | 1,7         | 12,0                    |
| 03     | Rússia         | 149,0                | 7,1         | 5,5                     |
| 04     | Alemanha       | 88,5                 | 1,9         | 3,3                     |
| 05     | Índia          | 86,1                 | 2,3         | 3,2                     |
| 06     | Reino Unido    | 81,8                 | 2,3         | 3,0                     |
| 07     | Arábia Saudita | 80,3                 | 7,3         | 3,0                     |
| 08     | Ucrânia        | 64,7                 | 34,0        | 2,4                     |
| 09     | França         | 64,7                 | 2,1         | 2,4                     |
| 10     | Japão          | 55,3                 | 1,4         | 2,0                     |
| 11     | Coreia do Sul  | 47,6                 | 2,6         | 1,8                     |
| 12     | Israel         | 46,5                 | 8,8         | 1,7                     |
| 13     | Polônia        | 38,0                 | 4,2         | 1,4                     |
| 14     | Itália         | 38,0                 | 1,6         | 1,4                     |
| 15     | Austrália      | 33,8                 | 1,9         | 1,2                     |
| 16     | Canadá         | 29,3                 | 1,3         | 1,1                     |
| 17     | Turquia        | 25,0                 | 1,9         | 1,0                     |
| 18     | Espanha        | 24,6                 | 1,4         | 0,9                     |
| 19     | Países Baixos  | 23,2                 | 1,9         | 0,7                     |
| 20     | Argélia        | 21,8                 | 8,0         | 0,7                     |